# Pampatar
Pampatar è una città del Venezuela situata nello Stato di Nueva Esparta e in particolare nel comune di Maneiro.
La località si trova sull'isola Margarita. 

## Storia
La città è stata fondata nel 1530 e il suo nome era inizialmente Puerto Real de Mampatare. Nel 1593 la città fu attaccata dai pirati inglesi e nel 1613 fu costruito un cantiere navale che nel corso degli anni divenne uno dei porti più importanti dei Caraibi.  nel 1669 iniziarono i lavori per il Castello di San Carlos Borromeo e nel settecento  vennero edificate una prigione, la casa del sindaco e altre case. Nel XIX secolo l’isola fu usata per coordinare le battaglie della guerra di indipendenza del Venezuela, alla fine del 1800 vennero rimodernati i porti e nel 1950 venne dichiarato porto internazionale.

## Monumenti
I principali monumenti sono: Castillo de San Carlos Borromeo, il fortin de la Caranta e il Santuario del Santísimo Cristo del Buen Viaje
https://tripinworld.net/pampatar-venezuela-storia-e-movida-a-margarita/